# 湖南地图出版社
湖南地图出版社成立于1987年，是湖南省国土资源厅独资的专业地图出版社，是湖南省唯一从事地图编制、出版的专业地图出版社，拥有地图编制甲级测绘资质。主要出版地图、旅游及测绘类图书。

## 资料来源
1. ↑  . www.hndtcbs.cn. 湖南地图出版社.   [2018-01-04]. （原始内容存档于2018-08-14）.
2. ↑  . www.library.hn.cn. 湖南图书馆.   [2018-01-04]. （原始内容存档于2017-07-06）.